# Demoliberalismo
Demoliberalismo é uma designação utilizada por certas correntes de opinião política contemporâneas para identificar uma vertente do liberalismodesenvolvida no período pós-Segunda Guerra Mundial. Esta corrente caracteriza-se por uma abordagem mais popular em comparação com outras variantes do liberalismo, como o neoliberalismo ou o ordoliberalismo, também conhecido como liberalismo ordeiro, que tradicionalmente defendem que uma economia forte sustenta um poder político robusto. O demoliberalismo incorpora elementos de teorias democráticas "não liberais", posicionando-se como um liberalismo mitigado.
Enfatizando o liberalismo enquanto uma "moral social", o demoliberalismo mantém uma abordagem populista, mas sem as características típicas da social-democracia. Essa corrente destaca-se pela defesa de uma intervenção estatal moderada, conferindo ao Estado uma presença maior do que nas correntes neoliberais mais radicais, embora sem alcançar o nível de intervencionismo característico da social-democracia. Promove um relativo anticlericalismo, ao mesmo tempo que critica uma forte influência religiosa nas políticas públicas, mantendo, porém, uma posição equilibrada. Além disso, rejeita a ideia de que a desigualdade é um estímulo econômico, como sustentam correntes neoliberais mais extremas, defendendo, em vez disso, maior equidade social.
No âmbito de sua "moral social", o demoliberalismo prevê algum controle das forças de mercado por meio de mecanismos reguladores para evitar abusos econômicos e apoia uma tributação mais equitativa que promova uma redistribuição moderada de rendimentos, com o objetivo de reduzir desigualdades sociais.

Historicamente, o demoliberalismo ganhou destaque durante a década de 1990, especialmente nos Estados Unidos, onde influenciou políticas públicas que sucederam o governo neoliberal de Ronald Reagan. Essa abordagem foi considerada uma evolução em relação ao neoliberalismo, apresentando um modelo mais voltado para o equilíbrio social e econômico. Durante esse período, também se observou a tentativa de exportar essa vertente para a América Latina, adaptando-a aos contextos regionais. Embora mantenha características do liberalismo clássico, o demoliberalismo distingue-se por priorizar uma maior justiça social dentro dos limites de uma economia de mercado, sem recorrer a uma gestão estatal fortemente intervencionista.